# Ulf Zander

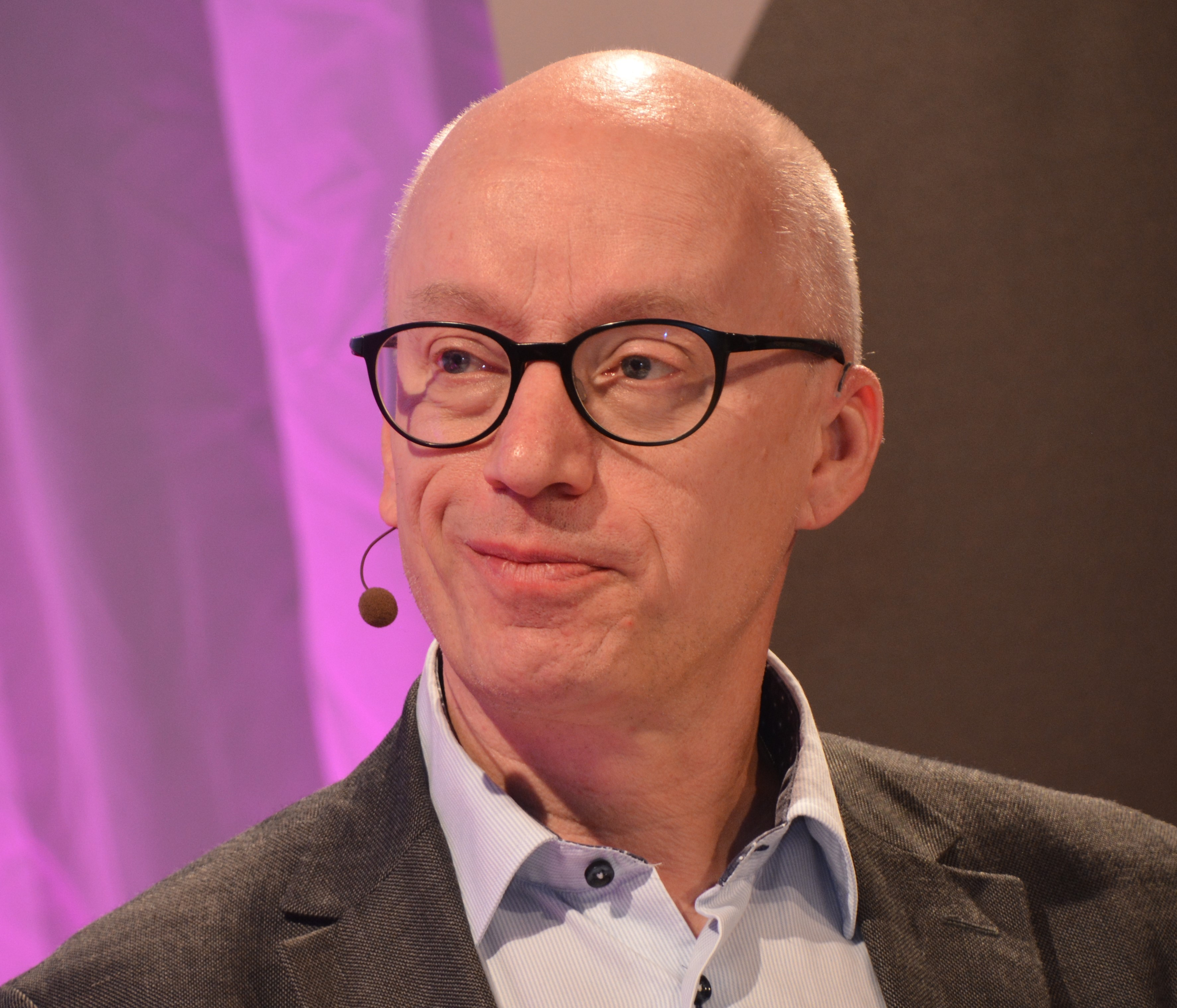
Ulf Zander

Ulf Arne Zander, född 20 februari 1965 i Burlövs församling i dåvarande Malmöhus län, är en svensk historiker som är professor i historia vid Lunds universitet.
Ulf Zander disputerade 2001 i Lund på avhandlingen Fornstora dagar, moderna tider. Bruk av och debatter om svensk historia från sekel till sekelskifte. Zander är verksam inom historiedidaktik och har analyserat hur historia har förmedlats i den breda offentligheten. Han har studerat historiens betydelse både i traditionella konstnärliga sammanhang och i populärkulturen, bland annat med fokus på musik med stor genomslagskraft och i olika slags bildframställningar såsom monument och fotografier. Han har särskilt intresserat sig för hur historia gestaltas på film och i tv, bland annat i boken Clio på bio. Om amerikansk film, historia och identitet (2006). Han har även analyserat andra världskrigets och förintelsens betydelse efter 1945, bland annat i Raoul Wallenberg - liv och legend (2023), även utgiven på engelska med titeln Raoul Wallenberg - Life and legend (2024). Zander har dessutom skrivit ett stort antal artiklar för uppslagsverk som Nationalencyklopedin och AHA. Zander var redaktör för Scandia, Tidskrift för historisk forskning 2003-2005. Han utnämndes till 2012 års legat av Einar Hansens forskningsfond "för framstående insatser inom humanistisk forskning".

## Utmärkelser, ledamotskap och priser
- Ledamot av Vetenskapssocieteten i Lund (LVSL, 2003)[4]
- Ledamot av Kungliga Humanistiska Vetenskapssamfundet i Lund (KHVSL, 2023)